# Tutbury

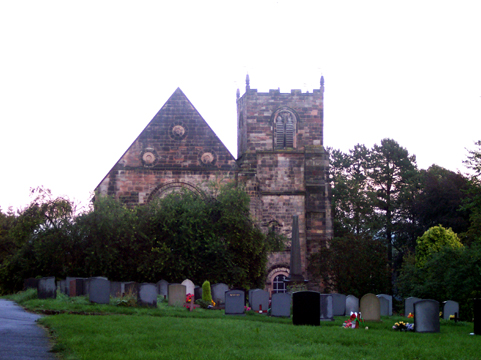
L'église de Tutbury.

Tutbury est un village du Staffordshire, en Angleterre. Situé à la frontière avec le Derbyshire, il compte environ 3 000 habitants.

## Jumelage
- Ollainville (France)